# شفيق بلبع
ولد شفيق إبراهيم بلبع بمدينة دمنهور في 13 فبراير 1920م. تعلم بمدرسة دمنهور الثانوية. وهو من العائلات العريقة بمحافظة البحيرة.وله شهرته بمصر كعالم في الصيدلة والتعليم الجامعي. وكسياسي محنك كوكيل سابق لمجلس الشورى.

## نشأته
- حصل على بكالوريوس العلوم الزراعية من كلية الزراعة جامعة فؤاد الأول (القاهرة حاليا) عام 4291 م.
- حصل علي بكالوريوس الصيدلة والكيمياء الصيدلية من مدرسة الصيدلة بكلية الطب جامعة القاهرة (فؤاد الأول)
- عين معيداً بها بقسم العقاقير الطبية سنة 1946م.
- أصبح مدرسا بها فأستاذا مساعدا فأستاذ كرسي العقاقير الطبية بالكلية من عام 1964م وحتى عام 1972م
- أصبح رئيسا للقسم ثم عميدا لكلية الصيدلة جامعة القاهرة مـن عام 1966م وحتى 1972م.
- تولي منصب أمين المجلس الأعلى للجامعات عام 1972 لمدة ستة سنوات.
- كان أول رئيس لجامعة المنصورة 1978.
- تم اختياره بالتعيين وكيلا لمجلس الشورى سنة 1980 وظل حتى سنة 1986 وعين عضوا بمجلس الشوري سنة 1986 حتى سنة 1989.
- عضو في 15 جمعية علمية مصرية وعالمية من بينها: الجمعية الصيدلية المصرية وجمعية سيجما كاي الأمريكية (بالإنجليزية: Sigma Xi Society)‏. وعضو في هيئات علمية وثقافية مصرية وعالمية
- عضو عامل بالمجالس، القومية المتخصصة وهيئة الفولبرايت، ومستشاراً للعديد من شركات الأدوية بمصر كشركتي ممفيس القاهرة ومصر للمستحضرات الطبية.
- عضو مجمع اللغة العربية بالقاهرة.
- شارك في مؤتمر تطوير الجامعات وكليات الصيدلة بمصر.
- شارك في وضع دستور الأدوية المصري
- شارك في مؤتمرات علمية وصيدلية عربية ودولية في العقاقير والنباتات الطبية والعلوم الصيدلية
- اختير ممثلا للمنطقة العربية وأفريقيا في المؤتمر الدولي المنعقد بولاية فلوريدا لكليات الصيدلة ولذي نظمته الجمعية الأمريكية للتعليم الصيدلي عام 1977م.
- اختير محكما علميا لتقييم البحوث العلمية للنشر في عدد من المجلات العلمية المصرية والدولية في مجال تخصصه.
- له أكثر من 80 بحثا في النباتات الطبية والعطرية المصرية ولاسيما الصحراوية بسيناء والصصصحراء الغربية
- أدخل لأول مرة بمصر زراعة 25 نباتا من النباتات الطبية والعطرية ولاسيما النباتات الطبية التي لها مردود اقتصادي.
- استخلص العديد من المواد الفعالة بالنباتات الطبية والعطرية لاستخدامها بالطب
- أسهم في إنشاء وتجهيز وتنظيم محطة التجارب التابعة لكلية الصيدلة والتي تعتبر أكبر وأقدم محطة تجارب وبحوث للنباتات الطبية تابعة لجامعة القاهرة
- أقام معشبة النباتات الطبية والعطرية المصرية بكلية الصيدلة جامعة القاهرة
- أشرف على إنشاء وإعداد وتجهيز شعبتين لدراسة الصيدلة كلية طب المنصورة عام 1966م وطب الأزهر
- اختير عضوًا بمجمع اللغة العربية سنة 1999م، في المكان الذي خلا بوفاة الدكتور حامد عبد الفتاح جوهر.

قال عنه الدكتور محمود حافظ، رئيس المجمع، في حفل استقباله عضوًا بالمجمع: «اتسمت حياته العلمية التي امتدت أكثر من خمسين عامًا بالخصوبة والنماء والإنتاج العلمي الغزير، والخبرة الواسعة؛ مما هيأ له الريادة في مجال تخصصه، وأسبغ عليه مكانة علمية بارزة على الصعيدين القومي والعالمي.» (مجلة المجمع ج 88 - كلماتي مع الخالدين ص 253، 254).

## مؤلفاته

### بالعربية
- كتاب «التعليم الجامعي وسوق العمل» عام 1991م
- تاريخ العلوم الصيدلية (بالاشتراك).

### بالإنجليزية
- كتاب «كيمياء العقاقير»
- كتاب «النباتات الطبية والعطرية» الطبعة الأولى عام 1969م والثالثة عام 1980م.
- كتاب «مكونات النباتات الطبية» عام 1980م

## ترجمة
- علم العقاقير النظري والعلمي (ترجمة بالاشتراك).

## جوائزه
- جائزة نيوكومب التذكارية لأحسن بحث في العقاقير علي مستوى الولايات المتحدة عام 1954م.
- الميدالية الذهبية لأحسن بحث في العقاقير قدمه في مؤتمر الصيدلة العربي في بغداد سنة 1972م
- وسام العلوم والفنون من الطبقة الأولى عام 1978م.
- جائزة الدولة التقديرية في العلوم 1982
- وسام الجمهورية من الطبقة الأولى 1982م
- وسام الاستحقاق من الطبقة الأولى 1983م
- الميدالية الذهبية من نقابة الصيادلة.
- الميدالية الذهبية من الجمعية الصيدلية المصرية

## وفاته
توفي عام 2004م.